# لوئیز کارلوس لیما دی سوزا
لوئیز کارلوس لیما دی سوزا (به پرتغالی: Luís Carlos Lima de Souza) هافبک اهل برزیل است که در شهر سائوپائولو و در تاریخ ۱ ژوئن ۱۹۷۷ به دنیا آمده‌است.
لوئیز کارلوس لیما دی سوزا در تیم‌های فوتبال Carajás سابقهٔ حضور دارد.